# Love Hotel (film)
Pour plus de détails, voir Fiche technique et Distribution.
Love Hotel (ラブホテル, Rabu hoteru) est un film japonais, sorti en 1985. Réalisé par Shinji Sōmai, il appartient à la série des roman porno de la Nikkatsu.

## Fiche technique
- Titre original : ラブホテル (Rabu hoteru?)
- Titre français : Love Hotel
- Réalisation : Shinji Sōmai
- Scénario : Takashi Ishii
- Photographie : Noboru Shinoda
- Montage : Isao Tomita
- Sociétés de production : Director's Company, Nikkatsu
- Pays de production :  Japon
- Langue originale : japonais
- Format : couleur - 1,85:1 - 35 mm
- Genre : drame, pinku eiga
- Durée : 88 minutes[1]
- Date de sortie :
  - Japon : 3 août 1985[1]

## Distribution
- Noriko Hayami : Nami Tsuchiya
- Minori Terada : Tetsuro Muraki
- Kiriko Shimizu : Ryoko Muraki
- Nobutaka Masutomi : Kiyoshi Ōta
- Rie Nakagawa : Masayo Ōta
- Kōichi Satō : chauffeur de taxi

## Distinctions
Il a obtenu plusieurs prix (dont celui de meilleur film) au Festival du film de Yokohama 1986.